# Robert Barker
Robert Barker, född 1739 och död 8 april 1806, var en brittisk panoramamålare, far till konstnären Henry Aston Barker.
Bland hans arbeten märks utsikter över Edinburgh, Glasgow, London, Aten och Lissabon, samt ett panorama över Ryska flottan vid Spithead.